# Da
Da là lớp mô bên ngoài, thường mềm và đàn hồi bao phủ cơ thể của động vật có xương sống. Da có ba chức năng chính: bảo vệ, điều tiết và cảm giác.
Các lớp phủ động vật khác, chẳng hạn như bộ xương ngoài của động vật chân đốt, có nguồn gốc phát triển, cấu trúc và thành phần hóa học khác nhau. Ở động vật có vú, da là một cơ quan của hệ bì được tạo thành từ nhiều lớp mô ngoại bì và bảo vệ các cơ, xương, dây chằng và các cơ quan nội tạng bên dưới. Da của động vật lưỡng cư, bò sát và chim có bản chất khác nhau. Da (bao gồm cả mô da và mô dưới da) đóng những vai trò quan trọng trong việc hình thành, cấu trúc và chức năng của bộ phận xương ngoài như sừng của các loài bò (ví dụ: gia súc) và tê giác, gạc hươu, sừng hươu cao cổ và vảy của Tatu chín đai.
Tất cả các loài động vật có vú đều có một ít lông trên da, ngay cả những loài động vật có vú ở biển như cá voi và cá heo. Da tiếp xúc với môi trường và là hàng phòng thủ đầu tiên khỏi các yếu tố bên ngoài. Ví dụ, da đóng vai trò quan trọng trong việc bảo vệ cơ thể chống lại các mầm bệnh và sự mất nước. Các chức năng khác của nó là cách nhiệt, điều hoà nhiệt độ, nhận diện cảm giác và liên quan mật thiết đến sản xuất vitamin D. Da bị tổn thương nghiêm trọng có thể lành lại bằng cách hình thành mô sẹo. Các mô này đôi khi bị biến màu và mất sắc tố. Độ dày của da cũng thay đổi theo từng vị trí trên cơ thể. Ví dụ ở người, vùng da nằm dưới mắt và xung quanh mí mắt là vùng da mỏng nhất trên cơ thể với độ dày 0,5 mm và là một trong những vùng da đầu tiên xuất hiện các dấu hiệu lão hóa như vết chân chim và nếp nhăn. Da lòng bàn tay và lòng bàn chân là vùng da dày nhất trên cơ thể, dày 4 mm. Tốc độ và chất lượng chữa lành vết thương trên da được thúc đẩy bởi sự tiếp nhận estrogen.

## Cấu trúc da ở người và các loài động vật có vú
Da của động vật có vú bao gồm hai lớp chính:
- lớp biểu bì, cung cấp khả năng chống thấm và đóng vai trò như một rào cản chống nhiễm trùng
- lớp hạ bì, đóng vai trò là vị trí cho các phần phụ của da

### Lớp biểu bì

#### Tầng sừng
Tầng sừng gồm có các tế bào đã chết, xếp sít nhau, rất dễ bong ra.

#### Tầng tế bào sống
Tầng tế bào sống gồm các tế bào có khả năng phân chia tạo thành tế bào mới, chứa các hạt sắc tố tạo nên màu da, một số tế bào sống phân hóa thành tế bào sinh lông và tế bào sinh móng

### Lớp bì
Lớp bì được cấu tạo từ các sợi mô liên kết bền chặt, gồm các thụ quan,tuyến nhờn, tuyến mồ hôi, lông và bao lông, cơ co chân lông, mạch máu, dây thần kinh.

#### Tuyến nhờn
Nhiệm vụ của tuyến nhờn là tiết chất nhờn, tạo thành một lớp chất nhờn bao phủ bề mặt da, giúp da mềm mịn, không bị thấm nước và hạn chế sự xâm nhập của vi khuẩn từ môi trường bên ngoài

#### Tuyến mồ hôi
Dạng chùm dưới da (nhiều nhất ở bàn tay, bàn chân, nách, bẹn, trán) có từ 2 đến 3 triệu tuyến. Nhiệm vụ là tiết mồ hôi (là các chất thải bã được lọc từ máu ra), giúp điều hòa thân nhiệt cơ thể, làm nhiệt độ cơ thể giảm xuống nhiệt độ bình thường khi quá nóng.
Muối lysozym có tính kháng khuẩn cao.
Có hai loại tuyến mồ hôi là tuyến mồ hôi toàn vẹn và tuyến mồ hôi bán hủy. Các yếu tố kích thích sự bài tiết mồ hôi như nhiệt độ, tâm lý, vị giác.

#### Lông và các phụ quan liên quan
Lông gồm có:chân lông, bao lông, cơ co chân lông. Cơ co chân lông có nhiệm vụ co lại mỗi khi trời lạnh, làm cho lông dựng đứng lên, che khít lỗ chân lông, không cho hơi ấm trong cơ thể bay ra không khí, như thế sẽ giữ ấm được cơ thể

#### Dây thần kinh
Giúp da nhận biết những kích thích từ môi trường từ đó thích ứng được với ngoại cảnh và tránh được nhiều yếu tố có hại.

#### Mạch máu
Giúp da trao đổi chất với cơ thể

### Lớp mỡ dưới da

#### Mô mỡ
Bảo vệ da khỏi những tác động cơ học, giữ nhiệt, dự trữ năng lượng

## Chức năng
Da có nhiều chức năng quan trọng đối với cơ thể. Cụ thể, da tạo ra một lớp bảo vệ cơ thể khỏi các yếu tố ngoại vi như vi khuẩn, virus, hóa chất và tia cực tím (UV). Bên cạnh đó, da giúp điều chỉnh nhiệt độ cơ thể thông qua việc tiết mồ hôi và điều chỉnh lưu lượng máu. Da cũng chứa nhiều đầu dây thần kinh giúp chúng ta cảm nhận được nhiệt độ, đau, áp lực và rung động. Ngoài ra, da có khả năng bài tiết mồ hôi để loại bỏ chất thải cũng như hấp thụ một số hóa chất và thuốc. Khi tiếp xúc với ánh sáng mặt trời, da sản xuất vitamin D, một yếu tố quan trọng cho sự hấp thụ canxi và phát triển xương. Tổng thể, da không chỉ là một lớp bảo vệ mà còn đóng vai trò quan trọng trong nhiều quá trình sinh lý của cơ thể.